# The 5th Dimension
The 5th Dimension (ang. Piąty wymiar) – amerykańska grupa wokalna, kojarzona z gatunkami R&B, soul i jazz. Największa aktywność grupy przypada na lata 60. i 70. XX wieku. Utwory dla tego zespołu pisali tacy artyści jak: Jimmy Webb, Laura Nyro, Burt Bacharach, Ashford & Simpson. Swoimi utworami przyczynili się do popularyzacji kultury „Flower Power” wśród białej i czarnej społeczności amerykańskiej.
Skład zespołu to: Billy Davis Jr., Florence LaRue, Marilyn McCoo, Lamonte McLemore oraz Ron Townson. W 2002 została wprowadzona do Vocal Group Hall of Fame.

## Dyskografia
- 1967 – Up, Up and Away
- 1967 – The Magic Garden
- 1968 – Stoned Soul Picnic
- 1969 – The Age of Aquarius
- 1970 – Portrait
- 1971 – Love’s Lines, Angles and Rhymes
- 1971 – Reflections
- 1971 – The 5th Dimension/Live!
- 1972 – Individually & Collectively
- 1972 – Living Together, Growing Together
- 1973 – Soul & Inspiration
- 1975 – Earthbound
- 1978 – High on Sunshine
- 1978 – Star Dancing
- 1995 – In the House